# Ernst Wide
Ernst Theodor Wide (ur. 9 listopada 1888 w Sztokholmie, zm. 8 kwietnia 1950 tamże) – szwedzki lekkoatleta (średniodystansowiec), wicemistrz olimpijski z 1912.

## Życiorys
Zdobył srebrny medal w biegu na 3000 metrów drużynowo na igrzyskach olimpijskich w 1912 w Sztokholmie. Konkurencja ta była rozgrywana według następujących reguł: w każdym z biegów brało udział po pięciu reprezentantów każdego z krajów. Pierwsi trzej zawodnicy z każdej reprezentacji byli zawodnikami punktowanymi, na zasadzie pierwsze miejsce = jeden punkt. Drużyna z najmniejszą liczbą punktów wygrywała. Drużyna szwedzka weszła do finału po zwycięstwie nad Niemcami w biegu eliminacyjnym. W finale zajęła 2. miejsce, a Wide indywidualnie był czwarty. Jego kolegami z drużyny byli: Thorild Olsson, Bror Fock, John Zander i Nils Frykberg. Wide startował na tych igrzyskach również w biegu na 1500 metrów, w którym zajął 5. miejsce.
Ustanowił rekordy Szwecji w biegu na 800 metrów (czas 1:56,4 uzyskany 12 września 1916 w Sztokholmie) i w biegu na 1500 metrów (czas 3:57,6 uzyskany 10 lipca 1912 w Sztokholmie).
Wide był mistrzem Szwecji w biegu na 800 metrów w latach 1909–1911 i 1914 oraz w biegu na 1500 metrów w latach 1909–1912 i 1914. W 1913 zdobył mistrzostwo Wielkiej Brytanii (AAA) w biegu na 880 jardów.